# Rupprecht Thorbecke
Hans Rup(p)recht Thorbecke (* 5. November 1943 in Leipzig) ist ein deutscher Medizinsoziologe mit besonderer Epilepsie-Expertise.

## Leben
Von 1964 bis 1966 studierte Thorbecke zunächst Medizin in Freiburg und Berlin, wechselte dann nach dem Vorphysikum von 1967 bis 1972 zu einem Studium der Soziologie, Wirtschaftswissenschaften und Psychologie in München und Konstanz (Masterabschluss). Von 1972 bis 1975 war er Mitarbeiter in der Public-Health-Forschungsgruppe von Frieder Naschold an der Universität Konstanz mit Beteiligung an Studien zum Einfluss von Umweltbedingungen auf Herzerkrankungen und ersten Veröffentlichungen.
Von 1975 bis 1990 war er wissenschaftlicher Assistent an der Abteilung für Neurologie der FU Berlin, Klinikum Charlottenburg (bei Dieter Janz).
Von 1990 bis 2007 war Thorbecke Leiter der „Abteilung für Allgemeine Rehabilitation“ an der Klinik Mara des Epilepsiezentrums Bethel (bei Peter Wolf, der schon vorher von Berlin nach Bielefeld gewechselt war) und von 1997 bis 2007 zusammen mit dem Neurologen, Psychiater, Epileptologen und Rehabilitationsmediziner Ulrich Specht Leiter der neu eingerichteten klinischen Abteilung für Epilepsie-Rehabilitation.
Seit 2008 befindet er sich offiziell im Ruhestand (seine Nachfolgerin wurde Ingrid Coban), ist aber unverändert aktiv.

## Werk und Schriften
In seiner Berliner Zeit initiierte Thorbecke u. a. 1977 zusammen mit Patienten und Ärzten die Gründung der ersten Epilepsie-Selbsthilfegruppe (SHG) in Deutschland. 1978 begründete er zusammen mit dieser SHG die Zeitschrift „einfälle“, die sich seitdem zur nationalen Plattform für die Entwicklung der Selbsthilfe im Bereich der Epilepsie entwickelte und in der er auch zahlreiche Beiträge verfasste. Zwischen 1977 und 1990 war er auch auf nationaler Ebene an vielen Aktivitäten der sich entwickelnden Epilepsie-Selbsthilfe beteiligt, u. a. an der Gründung der Dachorganisation „Deutsche Epilepsievereinigung“ (DE) und der Organisation jährlicher Treffen. Ab 1982 war er zusammen mit Gisela Schüler Ko-Organisator alle 2 Jahre stattfindender Workshops „Sozialarbeit bei Epilepsie“ und Mit-Herausgeber der entsprechenden Berichtsbände.
In Bielefeld-Bethel war Thorbecke u. a. wesentlich an der Entwicklung von Rehabilitationskonzepten für Patienten mit Epilepsie einschließlich nach epilepsiechirurgischer Therapie beteiligt. Zusammen mit Theo May und Margret Pfäfflin entwickelte er Forschungsinstrumente zur Beurteilung der psychosozialen Situation und Lebensqualität bei Epilepsie.
Weiterhin ist Thorbecke seit den 1980er-Jahren Mitglied einer gemeinsamen Arbeitsgruppe zur beruflichen Rehabilitation von Menschen mit Epilepsie der Deutschen Gesellschaft für Epileptologie, Vertretern der gesetzlichen Unfallversicherung und Arbeitsmedizinern großer Firmen. Die entsprechenden Empfehlungen werden regelmäßig aktualisiert und sind inzwischen auch juristischer Maßstab.
Thorbecke war auch Mitglied der Leitungsgruppe für das Patienten-Schulungsprogramm MOSES und (Ko-)Autor des Programms (1. Auflage 1998, 2. Auflage 2005). Von 1998 bis 2015 war er zusammen mit Dieter Dennig für Adaptationen des Programms in nicht deutschsprachigen Ländern (Japan, Litauen, Tschechische Republik, Vereinigtes Königreich) verantwortlich.
Ein anderer wissenschaftlicher Schwerpunkte war die Compliance-Forschung, weitere Aktivitäten von Thorbecke auf nationaler und internationaler Ebene bestanden und bestehen u. a. in:
- 1985 Mitglied des Wissenschaftlichen Komitees des 16. Internationalen Epilepsie-Kongresses in Hamburg mit Zuständigkeit für den Themenbereich Selbsthilfe inkl. internationaler Zusammenarbeit
- 1987 Mitglied des Organisationskomitees des ersten internationalen Workshops der Epilepsie-Selbsthilfe in Heeze, Niederlande
- 1979–2000 Mitglied des deutschen Epilepsiekuratoriums und Ko-Autor des ersten (1985) und zweiten (1998) deutschen Epilepsie-Berichts (verantwortlich für die psychosozialen Aspekte) sowie Entwicklung des Konzepts des „Informationszentrums Epilepsie“ (IZE), das 1991 seine Tätigkeit aufnahm
- 1986–91 Mitglied der ersten „Employment Commission“ des Internationalen Büros für Epilepsie (IBE) mit (Ko-)Autorenschaft von Publikationen
- Mitglied in anderen IBE-Kommissionen wie „Epilepsy, Risks and Insurance“ auch als Mit-Organisator von 2 Workshops, Ko-Autor mehrerer Publikationen (one in the Epilepsy - centre Bethel) and co- author of several publications.
- seit 1995 Vorstandsmitglied der Stiftung Michael mit (Ko-)Autorenschaft mehrerer Broschüren bzw. Schriften der Stiftung

### Bücher und Broschüren
Neben zahlreichen Publikationen in Fachzeitschriften ist Thorbecke auch (Co-)Autor oder (Mit-)Herausgeber von bislang 21 Büchern und Broschüren:
- Steinmeyer H-D, Thorbecke R. Rechtsfragen bei Epilepsie (Schriften über Epilepsie Band I). Hamburg, Stiftung Michael 1983; letzte Auflage: Steinmeyer H-D, Thorbecke R. Rechtsfragen bei Epilepsie (Schriften über Epilepsie Band I). 6. Auflage. Hamburg, Stiftung Michael 2003; fortgeführt als: Thorbecke R, François R. Rechtsfragen bei Epilepsie. Kindergarten und Schulausbildung, Ausbildung und Beruf. Bonn – Bielefeld, Stiftung Michael in Kooperation mit dem Bethel-Verlag 2017
- Epilepsie-Kuratorium, Hrsg. (Janz D, Penin H, Scheidemann KF, Thorbecke R). Epilepsie-Bericht ’85. Köln, Rheinland-Verlag 1985
- Kreiling A, Schüler G, Thorbecke R, Hrsg. Sozialarbeit bei Epilepsie 2. Bonn, Stiftung Michael 1985
- Brulleman B, Lieb-Jückstock V, Loeber JN, Thorbecke R, eds. Report of the International Workshop for Patient Organizations and Self-help Groups, Heeze, The Netherlands, 1987. Heemstede, Netherlands, International Bureau for Epilepsy 1989; deutsche Ausgabe: Brulleman B, Lieb-Jückstock V, Loeber JN, Thorbecke R. Selbsthilfe bei Epilepsie, Amsterdam, International Bureau for Epilepsy 1988
- Troxell J, Thorbecke R. Vocational Scenarios: A Training Manual on Epilepsy and Employment. Heemstede, The International Bureau for Epilepsy 1992
- Cornaggia CM, Beghi E, Hauser AW, Loeber JN, Sonnen AEH, Thorbecke R, eds. Epilepsy and Risks: A First-Step Evaluation. Milan, Ghedini Editore 1993; second edition: Cornaggia CM, Beghi E, Loeber JN, Hauser AW, Sonnen AEH, Thorbecke R, eds. Epilepsy and Risks: A First-Step Evaluation. 2nd edition. Heemstede, International Bureau for Epilepsy 1995
- Schüler G, Thorbecke R, Hrsg. Sozialarbeit bei Epilepsie 3. Bielefeld/Bethel 1993. Hamburg, Stiftung Michael 1994
- Ausschuss Arbeitsmedizin des HVBG, ZH 1/191 (Federführend: Thorbeke R). Empfehlungen zur Beurteilung beruflicher Möglichkeiten von Personen mit Epilepsie. Köln, C. Heymanns 1996; aktuelle Auflage: Ausschuss Arbeitsmedizin der Berufsgenossenschaftlichen Zentrale für Sicherheit und Gesundheit (BGZ) des Hauptverbandes der gewerblichen Berufsgenossenschaften (HVBG), Hrsg. Berufsgenossenschaftliche Informationen für Sicherheit und Gesundheit bei der Arbeit. BG-Information 585: Empfehlungen zur Beurteilung beruflicher Möglichkeiten von Personen mit Epilepsie. Köln, C. Heymanns 2007; im Internet abrufbar unter www.arbeitssicherheit.de
- Schüler G, Jacob V, Thorbecke R, Hrsg. Sozialarbeit bei Epilepsie 4. Cottbus 1996. Berlin, Verlag einfälle 1997
- Heinemann U, Rating D, Thorbecke R, Wolf P (Epilepsie-Kuratorium), Hrsg. Epilepsie-Bericht ’98. Berlin, Verlag einfälle 1998
- Ried S, Göcke K, Specht U, Thorbecke R, Wohlfahrt R, Broeker H, Heinen G, Lang M, Lenders T, Rating D, Reith H, Schmid-Schönbein C, Schüler G, Schüler P, Schultner R, Schuster U, Schwager HJ, Stephani U, Stodieck S. Leben mit Epilepsie. Er-Arbeitungsbuch zu MOSES – Modulares Schulungsprogramm Epilepsie. Berlin – Wien, Blackwell Wissenschafts-Verlag 1998; aktuelle Auflage: Baier H, Dennig D, Geiger-Riess M, Kerling F, Specht U, Thorbecke R. MOSES – Erarbeitungsbuch. Modulares Schulungsprogramm Epilepsie. 3., neu bearbeitete Auflage. Bielefeld, Bethel-Verlag 2014
- Beghi E, Cornaggia CM, chairman, de Boer H, Hauser AW, Sonnen AEH, Thorbecke R (Commission on Epilepsy, Risks, and Insurance, International Bureau for Epilepsy). Risks in Epilepsy: Questions concerning Insurability. Heemstede, International Bureau for Epilepsy 1998, ISBN 90-74180-12-4
- Schüler G, Thorbecke R, Hrsg. Sozialarbeit bei Epilepsie 5. Kleinwachau 1998. Berlin, Verlag einfälle 1999
- Pfäfflin M, Fraser RT, Thorbecke R et al., eds. Comprehensive Care for People with Epilepsy (Current Problems in Epilepsy, Vol 16). Eastleigh, J. Libbey 2001
- Wolf P, Mayer T, Specht U, Thorbecke R, Boenigk H-E, Pfäfflin M, Hrsg. Praxisbuch Epilepsien. Diagnostik – Behandlung – Rehabilitation. Stuttgart, W. Kohlhammer 2003
- Coban I, Thorbecke R, im Auftrag von Sozialarbeit bei Epilepsie e.V., Hrsg. Sozialarbeit bei Epilepsie 10. Bethel 2008. Bielefeld, Bethel-Verlag 2009
- Krämer G, Thorbecke R, Porschen T. Epilepsie und Führerschein. Gesetzliche Bestimmungen; Aktuelle Begutachtungs-Leitlinien und Hinweise zur Anwendung; Aufgaben, Pflichten und Rechte von Ärzten, Pflichten und Rechte von Patienten, Mobilitätshilfen bei fehlender Fahreignung und Tipps für den Alltag. Bad Honnef, Hippocampus 2011
- Dröge C, Thorbecke R, Brandt C, unter fachlicher Beratung von Coban I, Francois R, Pannek H et al. Sport bei Epilepsie (Schriften über Epilepsie Band V). Hamburg, Stiftung Michael 2011 (2. Auflage 2017); im Internet abrufbar unter http://www.stiftungmichael.de
- Coban I, Thorbecke R, im Auftrag von Sozialarbeit bei Epilepsie e.V., Hrsg. Sozialarbeit bei Epilepsie 11. Ravensburg 2010. Bielefeld, Bethel-Verlag 2011
- Coban I, Thorbecke R. Mobilitätshilfen bei Epilepsie. Stiftung Michael Informationen zur Epilepsie. Bonn, Stiftung Michael 2012 (2. Auflage 2016)
- Coban I, Lippold M, Thorbecke R, im Auftrag von Sozialarbeit bei Epilepsie e.V., Hrsg. Sozialarbeit bei Epilepsie 12. Kleinwachau 2012. Bielefeld, Bethel-Verlag 2013
- Pfäfflin M. Wohlfahrt R, Thorbecke R. Epilepsie ansprechen (Stiftung Michael Informationen zur Epilepsie). Bonn, Stiftung Michael in Kooperation mit dem Bethel-Verlag 2015

## Auszeichnungen
- 1989: „Ambassador for Epilepsy“ durch die ILAE und das IBE
- 2007: Ehrenmitgliedschaft der Deutschen Gesellschaft für Epileptologie
- 2007: Bundesverdienstkreuz am Bande